# 莉萨·米勒
莉萨·米勒（德語：Lisa Müller，1992年9月20日—），德国女子射击运动员，2023年欧洲运动会女子50米步枪三姿团体铜牌得主、2023年世界射击锦标赛女子10米气步枪团体、女子300米步枪卧射团体和女子300米步枪三姿团体铜牌得主。